# 奧卡卡拉拉
奧卡卡拉拉是非洲西南部國家納米比亞的城鎮，由奧喬宗朱帕區負責管轄，位於瓦特貝格國家公園東南50公里，鎮上有中學、醫院和職業培訓中心，2009年人口估計約7,000。